# توز-بل (شهرستان اوزکند)
توز-بل (به لاتین: Tuz-Bel) یک منطقهٔ مسکونی در قرقیزستان است که در شهرستان اوزکند واقع شده‌است. توز-بل ۱٬۶۴۷ نفر جمعیت دارد و ۱٬۹۵۹ متر بالاتر از سطح دریا واقع شده‌است.